# Skellerup Sogn
Skellerup Sogn ist eine Kirchspielsgemeinde (dän.: Sogn)
auf der Insel Fyn (dt.: Fünen) im südlichen Dänemark.
Bis 1970 gehörte sie zur Harde Vindinge Herred im damaligen Svendborg Amt, danach zur Ullerslev Kommune im
Fyns Amt, die im Zuge der  Kommunalreform zum 1. Januar 2007 in der
Nyborg Kommune in der Region Syddanmark aufgegangen ist.
Im Kirchspiel leben 626 Einwohner, davon 351 im Kirchdorf (Stand: 1. Januar 2023).
Im Kirchspiel liegt die Kirche „Skellerup Kirke“.
Nachbargemeinden sind im Norden Ullerslev Sogn, im Nordosten Aunslev Sogn, im Osten Hjulby Sogn, im Südosten Kullerup Sogn und im Südwesten Ellinge Sogn, ferner in der nordwestlich gelegenen Kerteminde Kommune Rønninge Sogn.